# 万葉 (フェリー)
万葉（まんよう）は、九州商船が運航するフェリー。長崎県長崎市の長崎港と五島市の福江港を結ぶ航路に就航している。

## 概要
従来、長崎～五島航路に就航していたフェリー福江、フェリーながさきが就航から32年が経過した老朽船であり、代替が必要とされていたことから、国の「社会資本整備総合交付金」を原資とする長崎県の「離島地域交流促進基盤強化事業」による補助を受け、僚船の椿とともに建造された。同時に補助金相当額が就航航路全般の運賃値下げのための原資として活用されている。
本船の就航により航海時間が従来船から25分短縮され、3時間となった。

## 船体
船体中央部のエントランスの両舷に車両甲板からの階段と乗船口、右舷側中央部に案内所が設けられており、船首側にバリアフリー客室、2等指定客室（4室）、トイレ、船尾側に2等客室が配置されている。バリアフリー客室は椅子席、それ以外の客室はじゅうたん敷きとなっている。2等客室8区画のうち2区画は女性専用区画となっており、女性トイレには授乳室が設置された。車両甲板と客室の間のエレベーターなどバリアフリー対応の仕様となっている。
車両甲板は船首バウバイザーおよび船尾ランプが設置されている。

## 事故・インシデント

### 旅客フェリー万葉船体傾斜
2011年11月18日、8時5分ごろ、福江港から奈良尾港へ向けて航行中、福江島の北東で波高約4～5メートルの高波を受け、船体が左舷に約27度傾斜した。この事故により、船内で投げ出された旅客3人が負傷、搭載していたトラック10台と乗用車2台が接触するなどして損傷する被害が発生、本船も車両甲板内の左舷機関室の扉が曲損するなどの損傷を受けた。事故後、ビルジキール増設、固定バラスト積載の措置がとられた。